# San Brancato
San Brancato (sant vrancat in dialetto locale)è un rione di 3 740 abitanti, appartenente al comune di Sant'Arcangelo, nella provincia di Potenza, in Basilicata.
Si distacca dal centro di Sant'Arcangelo e si estende nella zona del comune più popolosa e urbanizzata, dove sono presenti attività commerciali, le aziende ospedaliere e le scuole medie e superiori.

## Storia
Secondo antiche fonti, il nome di San Brancato deriverebbe da "San Barbato", vescovo longobardo, o secondo altre fonti da "San Pancrazio".
Come Sant'Arcangelo. Anche San Brancato avrebbe origini molto antiche: già tra il IV e il III secolo a.C. era storicamente area occupata dai Lucani, mentre negli anni '80, in zona fu scoperta una necropoli con oltre 220 sepolture. In epoca romana invece fu colonia romana di Grumentum.

## Infrastrutture e trasporti
San Brancato è servita dalla Strada statale 598 di Fondo Valle d'Agri.